# Comté de Coal
Le comté de Coal est un comté situé dans l'État de l'Oklahoma, aux États-Unis. Le siège du comté est Coalgate. Selon le recensement de 2000, sa population est de 6 031 habitants.

## Comtés adjacents
- Comté de Hughes (nord)
- Comté de Pittsburg (nord-est)
- Comté d'Atoka (sud-est)
- Comté de Johnston (sud-ouest)
- Comté de Pontotoc (ouest)

## Principales villes
- Bromide
- Centrahoma
- Coalgate
- Lehigh
- Phillips
- Tupelo